# Església de Nuestra señora del Remedio
L'Església de Nuestra señora del Remedio és un temple catòlic del municipi de Toril y Masegoso construït a principis del segle xviii.

## Descripció
És una construcció que presenta carreus de pedra en les cantonades i maçoneria en la resta del mur. L'edifici presenta tres naus de dos trams i creuer. La nau central està coberta amb volta de canó decorada amb llunetes, i les laterals amb voltes d'aresta. El creuer de l'edifici és coronat per una cúpula sobre 4 petxines que es troben decorades amb relleus. Aquests representen a Sant Joan Baptista i a Santa Quiteria i conserven restes de policromia. Presenta a més, un pòrtic amb ingrés a través d'un arc de mig punt. L'edifici també disposa d'una torre campanar al costat de l'atri de planta quadrada i dos cossos. En el segon cos s'obren quatre obertures de mig punt per situar-hi les campanes, però en l'actualitat només en disposa d'una. La campana actual, que prové de la fundició Roses de Silla (València), data de 1956 i està dedicada a la Nativitat. També disposa d'una matraca de fusta.

## Història
Les primeres referències de l'edifici religiós daten del 26 de novembre de 1684, quan Juan Gómez González i la seva dona Quiteria Domingo, residents en aquesta localitat, van fundar una capellania. L'església de Masegoso encara no era parròquia a finals del segle xvii, però surt registrada com a tal a principis del segle xviii.
Va patir un important espoli i destrucció durant la guerra civil motiu pel qual només es conserven els relleus de les petxines.